# Banda do Mar
Banda do Mar foi uma banda luso-brasileira composta por Marcelo Camelo, Mallu Magalhães e Fred Pinto Ferreira. Anunciada em 6 de maio de 2014, a banda lançou álbum homônimo em agosto do mesmo ano e seguiu em turnê na sequência. Após 54 concertos em mais de 40 cidades de Brasil e Portugal, foi anunciada uma pausa no projeto após o show de encerramento da turnê em 9 de setembro de 2015, na cidade de Lisboa.

## História
As carreiras do casal Mallu e Camelo já se encontraram em diversos momentos desde o início do relacionamento deles, anunciado em 2008. Primeiro ela participou no primeiro disco solo de Camelo, Sou, de 2008, na faixa "Janta", eleita pela Rolling Stone Brasil como a melhor música nacional do ano. Depois, Mallu também participou no segundo trabalho solo de Camelo, Toque Dela, de 2011, mas apenas fazendo parte do coro na canção "Vermelho".
Já a participação de Camelo no trabalho de Mallu foi ainda mais latente, principalmente no terceiro álbum dela, Pitanga, produzido pelo músico do Los Hermanos e lançado também em 2011. Já Fred trabalhou no último disco de Wado, Vazio Tropical, cuja produção é de Camelo, sendo um conhecido musico português, principalmente por ser integrante das bandas Orelha Negra, Buraka Som Sistema e 5-30.
Em agosto de 2014, publicam no YouTube as músicas “Mais Ninguém” e “Hey Nana”, esta última escolhida como o single e disponibilizada para download gratuito no iTunes. Ainda no mesmo mês, publicam todas as faixas do álbum e em setembro o disco, homônimo, é lançado pela gravadora Sony Music. O primeiro videoclipe foi da música “Mais Ninguém”. O álbum também ganhou uma prensagem em vinil azul pela Revista NOIZE e junto com o vinil, o cliente recebia uma revista que fala sobre o álbum de estreia da banda. O álbum foi eleito o 4º dentre os melhores discos nacionais de 2014 da Rolling Stone Brasil.
Em 28 de março de 2015, a banda se apresentou no palco Skol, o principal do festival Lollapalooza Brasil.
Após 54 concertos em mais de 40 cidades entre Brasil e Portugal, foi anunciada uma pausa no projeto após o show de encerramento da turnê em 9 de setembro de 2015, na cidade de Lisboa.

## Discografia

### Álbuns de estúdio
| Banda do Mar - Lançamento: 5 de agosto de 2014 - Formatos: LP, CD, download digital - Gravadora: Sony Music | 1 | 2 | - : 30.000 - : 15.000 |
| "—" denota álbuns que não entraram nas paradas musicais ou não foram lançados no país.                      |   |   |                       |

### Singles
| "Mais Ninguém"                                                                          | 2014 | 3  | Banda do Mar |
| "Hey Nana"                                                                              | 2014 | 26 | Banda do Mar |
| "Muitos Chocolates"                                                                     | 2014 | 11 | Banda do Mar |
| "Dia Clarear"                                                                           | 2014 | 12 | Banda do Mar |
| "—" denota singles que não entraram nas paradas musicais ou não foram lançados no país. |      |    |              |

### Trilhas sonoras
| Ano  | Canção           | Obra                         | Nota               |
| ---- | ---------------- | ---------------------------- | ------------------ |
| 2014 | "Mais Ninguém"   | Alto Astral                  | Telenovela         |
| 2015 | "Mais Ninguém"   | Malhação: Seu Lugar no Mundo | Série de televisão |
| 2015 | "Dia Clarear"    | A Regra do Jogo              | Telenovela         |
| 2015 | "Mais Ninguém"   | Meu Passado Me Condena 2     | Longa-metragem     |
| 2016 | "Faz Tempo"      | Sol Nascente                 | Telenovela         |
| 2017 | "Seja Como For"  | Malhação: Viva a Diferença   | Série de televisão |
| 2018 | "Me Sinto Ótima" | O Tempo Não Para             | Telenovela         |

## Prêmios e indicações
| Ano  | Prêmio                                | Categoria                         | Trabalho       | Resultado | Ref.   |
| ---- | ------------------------------------- | --------------------------------- | -------------- | --------- | ------ |
| 2014 | Troféu APCA                           | Melhor Grupo                      | Banda do Mar   | Venceu    | [ 27 ] |
| 2014 | Prêmio Multishow de Música Brasileira | Melhor Disco (Superjúri)          | "Banda do Mar" | Venceu    | [ 28 ] |
| 2014 | Prêmio Multishow de Música Brasileira | Novo Hit (Júri Especializado)     | "Mais Ninguém" | Venceu    | [ 28 ] |
| 2014 | Prêmio Multishow de Música Brasileira | Melhor Clipe (Júri Especializado) | "Mais Ninguém" | Indicado  | [ 28 ] |
| 2015 | Grammy Latino                         | Melhor Canção Brasileira          | "Mais Ninguém" | Indicado  | [ 29 ] |
| 2015 | Grammy Latino                         | Melhor Álbum de Rock Brasileiro   | "Banda do Mar" | Indicado  | [ 29 ] |